# Ekeby (Bjuvs kommun)
 For alternative betydninger, se Ekeby. (Se også artikler, som begynder med Ekeby)
Ekeby er en landsby i Skåne i det sydlige Sverige.
Ekeby har et areal på 4 km2
og et befolkningstal på 3.344 (2023) indbyggere. Den ligger i Bjuv kommune i Skåne län øst for byen Helsingborg. I byen ligger Ekeby Kirke og et radio- och teleteknisk museum..